# Live at Third Man
Albums de Jerry Lee Lewis
Live from Austin, TX (album live)
(2007) Rock & Roll Time
(2014)
Live at Third Man est le dernier album live de Jerry Lee Lewis, enregistré le 17 avril 2011, dans les locaux de la maison de disques Third Man Records à Nashville aux États-Unis,.

## Liste des chansons
1. Down the Line (Roy Orbison)
2. Georgia On My Mind (Hoagy Carmichael)
3. Drinking Wine, Spo-Dee-O-Dee (Stick McGhee)
4. Before the Night is Over
5. Why You Been Gone So Long
6. I Wish I Was 18 Again
7. Sweet Little 16 (Chuck Berry)
8. You Belong To Me
9. She Even Woke Me Up To Say Goodbye (en) (Doug Gilmore et Mickey Newbury)
10. Mexicali Rose (en)
11. Great Balls of Fire (Otis Blackwell/Jack Hammer)
12. Whole Lotta Shakin' Goin' On (Sunny David/Dave Williams)